# Szamovolszky Lőrinc
Szamovolszky Lőrinc (Temesvár, 1845. április 13. – ?, 1891?) ügyvéd és városi közgyám.

## Életútja
Középiskoláit Ungvárt, jogi tanulmányait Kassán végezte. 1870-ben ügyvéd lett, 1871-ben az ungvári népbank titkára. 1874-ben megromlott egészsége helyreállítása végett Nagybereznára tette át lakását, ahonnét 1882-ben ment ismét Ungvárra, ahol a hírlapirodalomnak szentelte idejét és 1883. augusztus 30-án megindította a Füles Bagoly c. élclapot. 1884. augusztus 29-én Ungvár város képviselő testülete közgyámmá választotta.
Korának legtehetségesebb ügyvédje volt Ung megyében. Sokoldalú képességét igazolja, hogy kiterjedt klientúrája mellett, magániskolát is tartott fönn Nagybereznán, melyben tanulókat sikerrel készített elő a gimnázium egyes osztályai számára, akik valamennyien eredménnyel vizsgáztak a népes, szigorú ungvári főgimnáziumban. Még külön tánciskolát is rendezett magántanulói számára, akiket maga vezetett be a táncolás művészetébe. Kiváló szervező képességéről tesz tanúságot az Ungváron az 1910-es években virágzó „Népbank“, melyet ő alapított. A természetet is szerette. Nagybereznán „Szamovolszky Lőrinc“ kútnak nevezik azt a hegyi forrást, melyet a környéken ő fedezett föl és hozott annyira rendbe, hogy egészséges tiszta vizével a 20. század elején ez a bő forrás látta el Nagyberezna vízvezeték-hálózatát, mellyel e kedvező természeti viszonyok folytán, Ungvárt megelőzte. Kézügyessége ezermesterré avatta; művészi érzéke pedig a húsvéti hímes tojások ügyes festésében nyilatkozott nála fényesen. 
Beszélyeket és költeményeket írt a Zemplénbe (1864); 1865-67-ben munkatársa volt a kassai Felvidéknek, ahol szintén beszélyei és versei jelentek meg. Ez időben a Pesti Hölgydivatlap és Családi Kör is közölt tőle verseket; írt még az Ungvári Közlöny, Ungvár, Ung, Denevér c. hírlapokba és az általa több évig szerkesztett Füles Bagolyba, Uhu és Füles Bagoly álnevek alatt.